# Desodoritzant d'urinari

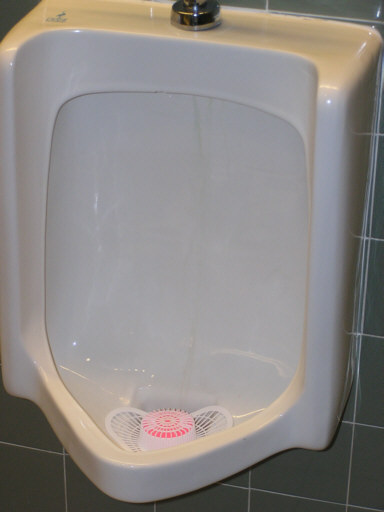
Un bloc desodoritzant rosa en un urinari de la Universitat del Sud de Geòrgia

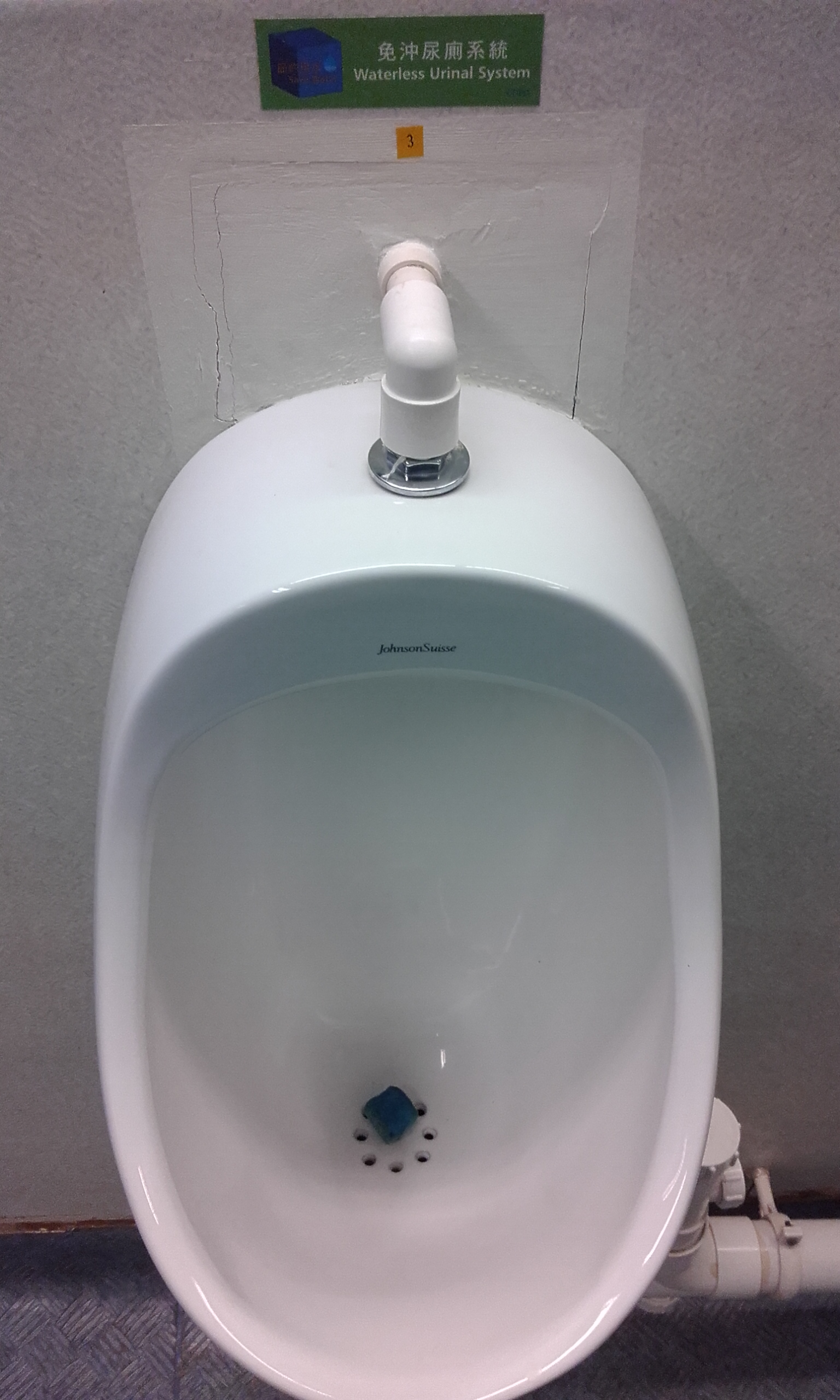
Un urinari sense aigua de Johnson Suisse amb un bloc desodoritzant col·locat a sobre del desguàs de la City University of Hong Kong

Els blocs desodoritzants d'urinari o simplement desodoritzants d'urinari, són petits blocs desinfectants que s'afegeixen als urinaris. Els que contenen paradiclorobenzè (pDCB) a part de la desinfecció, l'objectiu d'aquests blocs és reduir o emmascarar les olors dels urinaris dels lavabos. Es col·loquen per sobre del desguàs urinari, sovint als confins d'una petita trampa de plàstic que evita la seva pèrdua pel desguàs quan es dissolen fins una mida més petita.

## Aparença
Els blocs desodoritzants d'urinari són pastilles que es poden comercialitzar amb diferents formats, entre altres amb forma cilíndrica.

## Composició

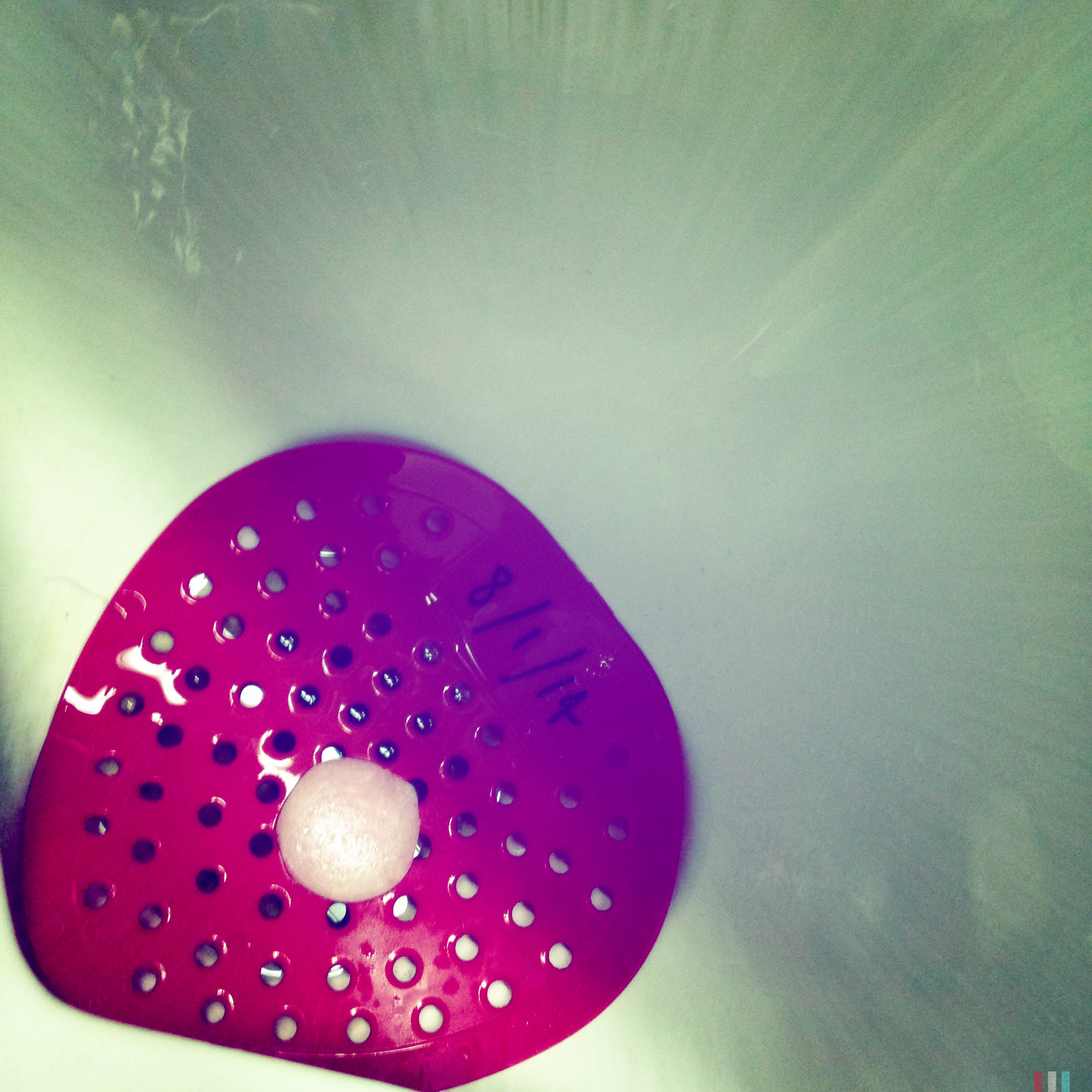
Bloc desodoritzants d'urinari

Els productes químics que componen el bloc poden variar. Les formulacions originals eren fetes de naftalè i més tard de paradiclorobenzè, ambdues que ara se sap que són perilloses per a la salut per inhalació. En algunes zones s'ha prohibit l'ús de blocs sanitaris de paradiclorobenzè; mentre que en altres zones encara es fan servir. Els blocs de paradiclorobenzè i naftalè no es dissolen fàcilment a l'aigua o l'orina, sinó que es sublimen fàcilment a l'aire, creant una olor dolça i efectes desinfectants i antifloridura
Molts blocs d'urinari poden ser blocs alternatius solubles en aigua, lliures de paradiclorobenzè, fets de tensioactius, que ofereixen una certa eficàcia de neteja activa. Els nous blocs solubles en aigua milloren la neteja de les canonades en eliminar part de les causes dels problemes d'olors. Algunes formulacions recents també inclouen espores bacterianes que, juntament amb el poder de neteja del tensioactiu, poden eliminar més completament les olors i els bloquejos causats per l'acumulació de sòlids a les trampes i canonades. Alguns fabricants afirmen que aquests "blocs biològics" poden permetre instal·lar urinaris completament sense aigua.
Els blocs d'urinari alternatius poden emetre una olor agradable, però també admeten la neteja i desinfecció de tasses i urinaris, a diferència del paradiclorobenzè, que no té propietats de neteja. La funcionalitat del bloc es millora saturant-lo amb un compost perfumant i compostos d'amoni quaternari.
Alguns blocs d'urinari també tenen enzims afegits per ajudar a digerir l'acumulació a les canonades. L'autoflush i/o el gel de vegades s'utilitzen com a alternatives.